# Hrvatske Željeznice

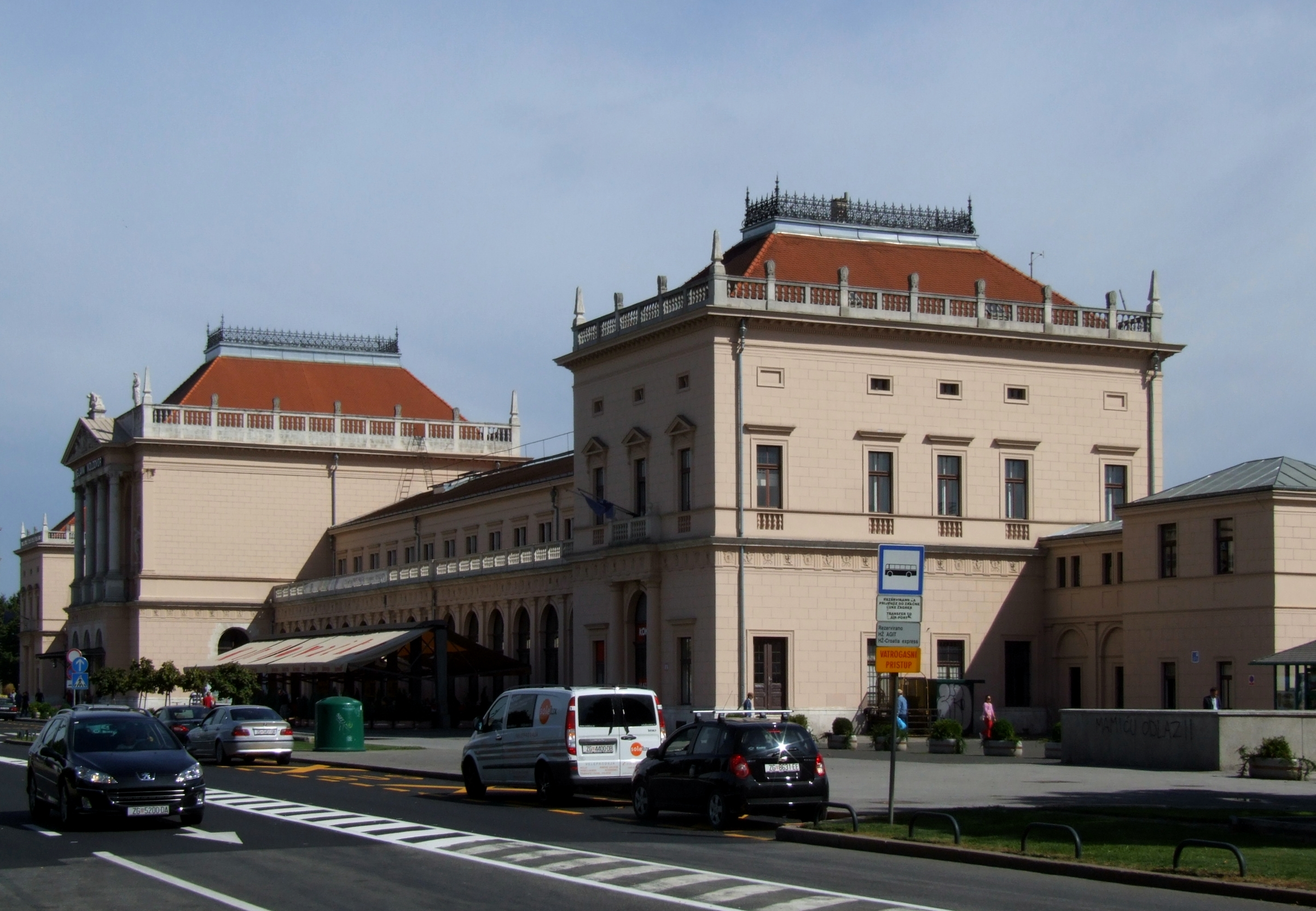
Hoofdstation van de Hrvatske željeznice in Zagreb.

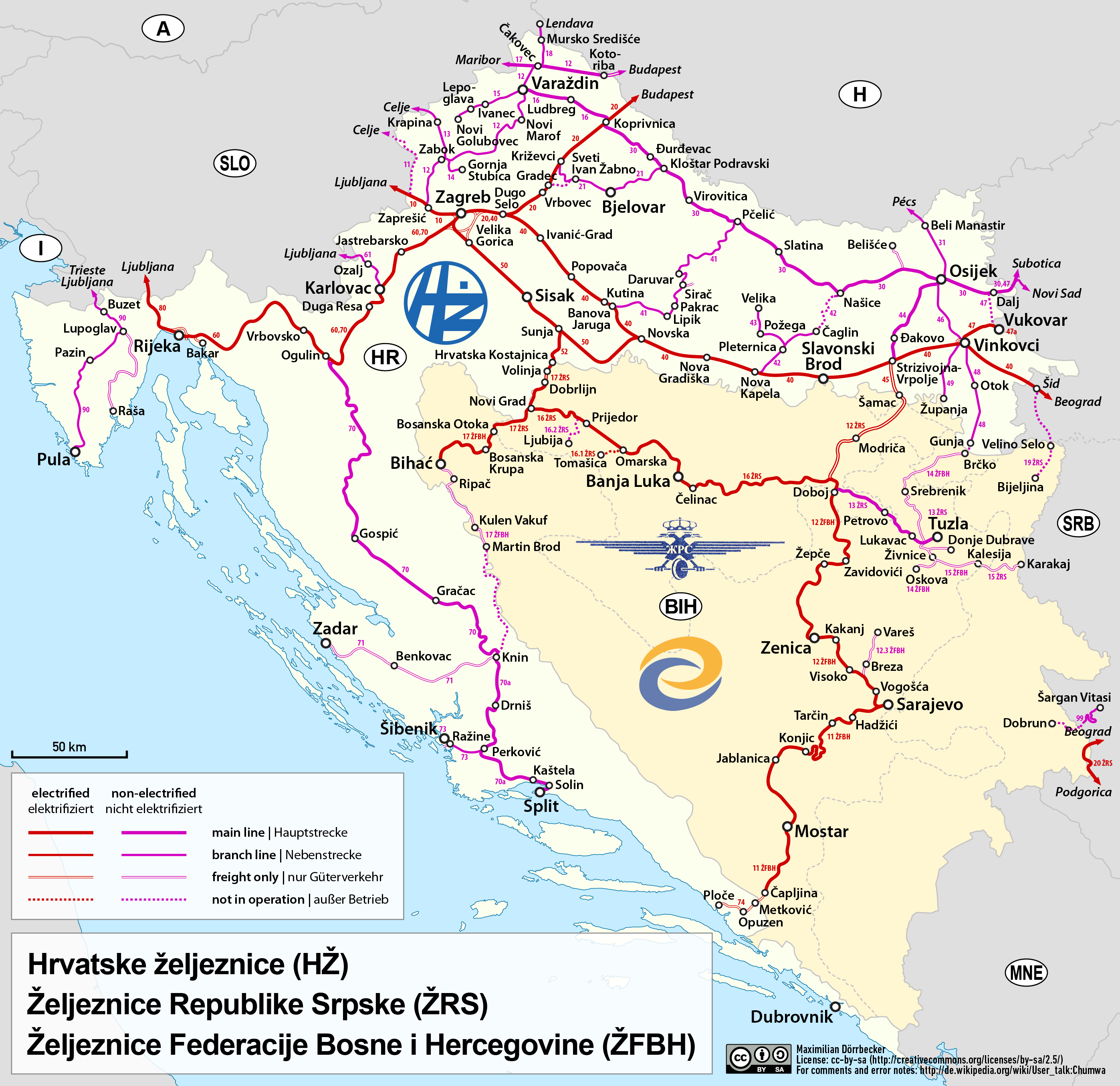
Kroatisch spoorwegnetwerk.

Hrvatske željeznice (HŽ) is het nationale spoorwegbedrijf van Kroatië, opgericht na het uiteenvallen van Joegoslavië en de Joegoslavische spoorwegen. De spoorwegen in Kroatië maken deel uit van de Union internationale des chemins de fer.

## Achtergrond
Het Kroatische spoorwegnet heeft 2974 km rails, waarvan 248 km tweesporig. 1228 km hiervan is elektrisch. Het spoorwegnet kampt met achterstallig onderhoud en modernisering is noodzakelijk, omdat er sinds het uiteenvallen van Joegoslavië maar weinig geïnvesteerd is in de spoorweginfrastructuur. De belangrijkste spoorlijn is die van Dobova naar Tovarnik. Deze maakt deel uit van de Pan-European Corridor X en verbindt de economisch meest ontwikkelde steden in Kroatië met elkaar.

## Treinen
- 3 kV elektrische locomotieven
  - HŽ 1061.0
  - HŽ 1061.1
- 25 kV elektrische locomotieven
  - HŽ 1141.0
  - HŽ 1141.1
  - HŽ 1141.2
  - HŽ 1141.3
  - HŽ 1142.0
- Diesellocomotieven
  - HŽ 2062.0
  - HŽ 2062.1
  - HŽ 2063.0
- Rangerende diesellocomotieven
  - HŽ 2132.0
  - HŽ 2132.1
  - HŽ 2132.2
  - HŽ 2132.3
- Geleend voor testen; quad voltage Siemens Dispolok ES 64 F 4
  - HŽ 1241.0
- Elektische treinset:
  - HŽ 6011.0
  - HŽ 6111.0
- Dieseltreinset: 3 klassen (inclusief ICN)
  - HŽ 7121.0
  - HŽ 7121.1
  - HŽ 7122.0
  - HŽ 7123.0